# Islote Gastón
Die Islote Gastón (spanisch) ist eine kleine Insel in der Orléans-Straße vor der Davis-Küste des Grahamlands auf der Antarktischen Halbinsel. Sie gehört zu den Tetrad Islands südlich der Trinity-Insel im Palmer-Archipel und liegt südlich der Islote Beltrán.
Wissenschaftler der 6. Chilenischen Antarktisexpedition (1951–1952) benannten sie. Namensgeber ist Raúl Gastón Kulczewski Silva, Leiter der Arturo-Prat-Station im antarktischen Winter 1951.